# US Métro (basket-ball féminin)
 (janvier 2025).
Pour les articles homonymes, voir US Métro.
L'Union sportive métropolitaine des transports (ou US Métro) est un club français de basket-ball qui a connu l'élite du Championnat de France dans les années 1930-1940. Le club, basé à Paris, est une section du club omnisports de l'Union sportive métropolitaine des transports. L'équipe a depuis disparu et n'évolue plus qu'au niveau local ou en compétitions corporatives.
La section masculine a connu sensiblement la même histoire et le même sort.

## Palmarès
- Champion de France : 1947

## Joueuses célèbres ou marquantes
- Simone Hennape
- Georgette Coste-Venitien